# Tony Lo Bianco
Antonio Lo Bianco, detto Tony (New York, 19 ottobre 1936 – Poolesville, 11 giugno 2024), è stato un attore statunitense.

## Biografia
Italoamericano di seconda generazione, Tony Lo Bianco nacque il 19 ottobre 1936 nel borough newyorkese di Brooklyn da genitori oriundi siciliani, padre tassista e madre casalinga.
Studente all'istituto professionale William E. Grady di Brooklyn, si orientò alla recitazione dopo il diploma tecnico e nel 1963 fondò una propria compagnia artistica, il Triangle Theater, della quale fu direttore artistico per 6 anni.
Divenne noto per i suoi ruoli di italoamericano in film come Il braccio violento della legge, I killers della luna di miele e God Told Me To. Fu anche portavoce nazionale dell'Ordine Figli d'Italia in America.

## Filmografia parziale

### Cinema
- I killers della luna di miele (The Honeymoon Killers), regia di Leonard Kastle (1970)
- Il braccio violento della legge (The French Connection), regia di William Friedkin (1971)
- Dio, sei proprio un padreterno!, regia di Michele Lupo (1973)
- Squadra speciale (The Seven-Ups), regia di Philip D'Antoni (1973)
- Genova a mano armata, regia di Mario Lanfranchi (1976)
- God Told Me To, regia di Larry Cohen (1976)
- F.I.S.T., regia di Norman Jewison (1978)
- Una strada chiamata domani (Bloodbrothers), regia di Robert Mulligan (1978)
- Per piacere... non salvarmi più la vita (City Heat), regia di Richard Benjamin (1984)
- La città della speranza (City of Hope), regia di John Sayles (1991)
- La ragnatela del silenzio - A.I.D.S., regia di Leandro Lucchetti (1994)
- La chance, regia di Aldo Lado (1994)
- Gli intrighi del potere - Nixon (Nixon), regia di Oliver Stone (1995)
- Il giurato (The Juror), regia di Brian Gibson (1996)
- Mafia! (Jane Austen's Mafia!), regia di Jim Abrahams (1998)
- Sparami stupido! (Friends & Family), regia di Kristen Coury (2001)
- Endangered Species, regia di Kevin Tenney (2002)
- Ilaria Alpi - Il più crudele dei giorni, regia di Ferdinando Vicentini Orgnani (2003)
- Bulletproof Man (Kill the Irishman), regia di Jonathan Hensleigh (2011)
- Somewhere in Queens, regia di Ray Romano (2022)

### Televisione
- Hawk l'indiano (Hawk) – serie TV, episodio 1x13 (1966)
- Le strade di San Francisco (The Streets of San Francisco) – serie TV, 1 episodio (1975)
- Sulle strade della California (Police Story) – serie TV, 6 episodi (1973-1976)
- Gesù di Nazareth – miniserie TV, 4 puntate (1977)
- Marco Polo – miniserie TV, 2 puntate (1982)
- Ai confini della realtà (The Twilight Zone) – serie TV, episodio 1x12 (1985)
- Il cugino americano, regia di Giacomo Battiato – film TV (1986)
- La vera storia di Ann Jillian (The Ann Jillian Story), regia di Corey Allen – film TV (1988)
- La signora in giallo (Murder, She Wrote) – serie TV, 2 episodi (1991-1994)
- Law & Order - I due volti della giustizia (Law & Order) – serie TV, 3 episodi (1992-2002)
- Vette di libertà (The Ascent), regia di Donald Shebib – film TV (1994)
- La figlia del maharajah (The Maharaja's Daughter) – miniserie TV, 3 puntate (1995)
- Rocky Marciano, regia di Charles Winkler – film TV (1999)
- Law & Order: Criminal Intent – serie TV, 1 episodio (2007)

## Doppiatori italiani
Nelle versioni in italiano delle opere in cui ha recitato, Tony Lo Bianco è stato doppiato da:
- Michele Gammino in Per piacere... non salvarmi più la vita, Il giurato
- Elio Zamuto in La chance, Somewhere in Queens
- Stefano Satta Flores ne Il braccio violento della legge
- Ferruccio Amendola in Dio, sei proprio un padreterno!
- Pino Colizzi in Genova a mano armata
- Romano Malaspina in Gesù di Nazareth
- Michele Kalamera in F.I.S.T.
- Oreste Rizzini ne Il cugino americano
- Claudio De Davide in La vera storia di Ann Jillian
- Saverio Moriones in Law & Order - I due volti della giustizia
- Angelo Nicotra in Gli intrighi del potere - Nixon
- Franco Zucca in Vette di libertà
- Enzo Avolio in La figlia del maharajah
- Franco Vaccaro in Law & Order: Criminal Intent
- Nino D'Agata in Bulletproof Man